# Huitième circonscription des Hauts-de-Seine
La huitième circonscription des Hauts-de-Seine est l'une des 13 circonscriptions législatives françaises que compte le département des Hauts-de-Seine (92) situé en région Île-de-France.
À la suite de la nomination de Prisca Thévenot au gouvernement le 20 juillet 2023, c'est Virginie Lanlo qui devient députée de la circonscription.

## Description géographique et démographique

### De 1958 à 1967
Rueil-Malmaison faisait partie de la Troisième circonscription de Seine-et-Oise, avec Saint-Germain-en-Laye.
(source : Journal officiel du 14-15 octobre 1958)

### De 1967 à 1986
Création de la Huitième circonscription des Hauts-de-Seine.

### Depuis 1988
La huitième circonscription des Hauts-de-Seine est délimitée par le découpage électoral de la loi no 86-1197 du 24 novembre 1986, et regroupe les divisions administratives suivantes : cantons de Chaville, Meudon et Sèvres.
La circonscription est peuplée de 98 253 habitants en 2009, contre 98 328 habitants en 1999.

La huitième circonscription en 1967.
La huitième circonscription en 1986.

## Historique des députations

### De 1958 à 1967
Troisième circonscription de Seine-et-Oise
- 1958 : Jean-Paul Palewski, UNR
- 1962 : Jean-Paul Palewski, UNR

### De 1967 à 1986
- 1967 : Jacques Baumel, UDR
- 1968 : Jacques Baumel, UDR, remplacé du 23 juillet 1969 au 1er avril 1973 par son suppléant Jean Toutain, UDR.
- 1973 : Jacques Baumel, UDR
- 1978 : Jacques Baumel, RPR
- 1981 : Jacques Baumel, RPR

### Depuis 1988
| Législature | Début de mandat | Fin de mandat  | Député                | Parti politique | Observations |
| ----------- | --------------- | -------------- | --------------------- | --------------- | --- |
| IXe         | 23 juin 1988    | 1er avril 1993 | Claude Labbé          | RPR             | |
| Xe          | 2 avril 1993    | 21 avril 1997  | Jean-Jacques Guillet, | RPR,            | Mandat écourté à la suite d'une dissolution parlementaire décidée par Jacques Chirac.                                                                      |
| XIe         | 12 juin 1997    | 18 juin 2002   | Jean-Jacques Guillet  | RPR → RPF       | |
| XIIe        | 19 juin 2002    | 19 juin 2007   | Jean-Jacques Guillet, | UMP,            | |
| XIIIe       | 20 juin 2007    | 19 juin 2012   | Jean-Jacques Guillet  | UMP             | |
| XIVe        | 20 juin 2012    | 20 juin 2017   | Jean-Jacques Guillet  | UMP → LR        | |
| XVe         | 21 juin 2017    | 21 juin 2022   | Jacques Maire         | LREM            | |
| XVIe        | 22 juin 2022    | 9 juin 2024    | Prisca Thevenot       | LREM            | Remplacée à partir du 21 août 2023 par sa suppléante Virginie Lanlo Mandat écourté à la suite d'une dissolution parlementaire décidée par Emmanuel Macron. |

## Historique des élections

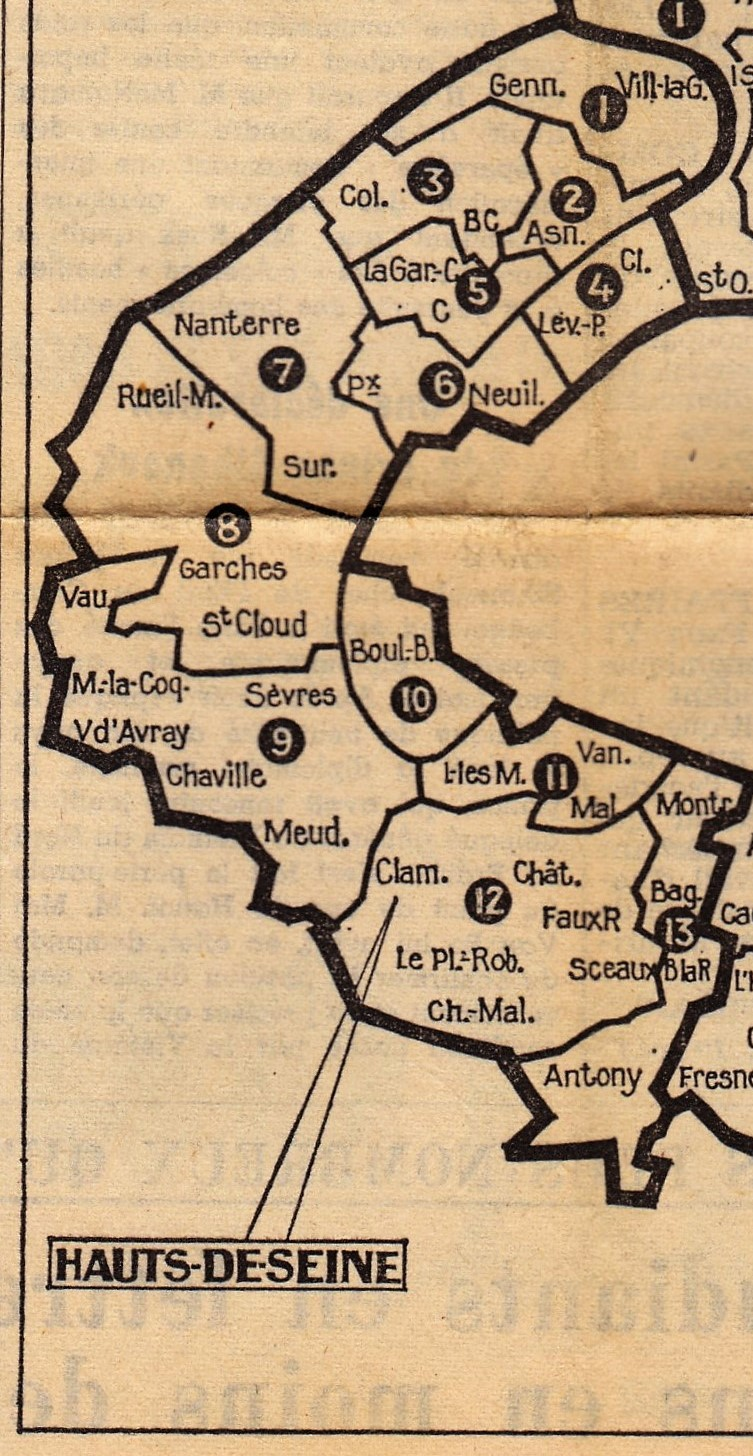
Circonscriptions électorales du département des Hauts de Seine de 1967 à 1981.

### Élections de 1967
| Candidat       | Candidat           | Parti          | Premier tour | Premier tour | Second tour | Second tour |  |
| Candidat       | Candidat           | Parti          | Voix         | %            | Voix        | %           |  |
| -------------- | ------------------ | -------------- | ------------ | ------------ | ----------- | ----------- |  |
|                | Jacques Baumel élu | UD-Ve          | 18 789       | 43,07        | 22 214      | 56,71       |  |
|                | Michel Duffour     | PCF            | 9 958        | 22,83        | 16 959      | 43,29       |  |
|                | Francis Chaveton   | CD (PDM)       | 7 613        | 17,45        | Retrait     | Retrait     |  |
|                | Alain Gourdon      | FGDS (CIR)     | 7 265        | 16,65        | Retrait     | Retrait     |  |
|                |                    |                |              |              |             |             |  |
| Inscrits       | Inscrits           | Inscrits       | 54 734       | 100,00       | 54 734      | 100,00      |  |
| Abstentions    | Abstentions        | Abstentions    | 10 453       | 19,1         | 13 009      | 23,77       |  |
| Votants        | Votants            | Votants        | 44 281       | 80,9         | 41 725      | 76,23       |  |
| Blancs et nuls | Blancs et nuls     | Blancs et nuls | 656          | 1,48         | 2 552       | 6,12        |  |
| Exprimés       | Exprimés           | Exprimés       | 43 625       | 98,52        | 39 173      | 93,88       |  |

Le suppléant de Jacques Baumel était Jean-Marie Toutain, conseiller municipal de Rueil-Malmaison.

### Élections de 1968
| Candidat       | Candidat                     | Parti          | Premier tour | Premier tour | Second tour | Second tour |  |
| Candidat       | Candidat                     | Parti          | Voix         | %            | Voix        | %           |  |
| -------------- | ---------------------------- | -------------- | ------------ | ------------ | ----------- | ----------- |  |
|                | Jacques Baumel sortant réélu | UDR (URP)      | 20 193       | 46,97        | 23 181      | 62,73       |  |
|                | Michel Duffour               | PCF            | 8 906        | 20,72        | 13 770      | 37,27       |  |
|                | Henri Magnin                 | CD (PDM)       | 6 827        | 15,88        | Retrait     | Retrait     |  |
|                | Charles Ceccaldi-Raynaud     | FGDS (SFIO)    | 3 464        | 8,06         |             |             |  |
|                | Manuel Bridier               | PSU            | 2 405        | 5,59         |             |             |  |
|                | Yves Paugam                  | TD             | 1 198        | 2,79         |             |             |  |
|                |                              |                |              |              |             |             |  |
| Inscrits       | Inscrits                     | Inscrits       | 53 295       | 100,00       | 53 303      | 100,00      |  |
| Abstentions    | Abstentions                  | Abstentions    | 9 782        | 18,35        | 13 900      | 26,08       |  |
| Votants        | Votants                      | Votants        | 43 513       | 81,65        | 39 403      | 73,92       |  |
| Blancs et nuls | Blancs et nuls               | Blancs et nuls | 520          | 1,2          | 2 452       | 6,22        |  |
| Exprimés       | Exprimés                     | Exprimés       | 42 993       | 98,8         | 36 951      | 93,78       |  |

Le suppléant de Jacques Baumel était Jean Toutain. Il le remplace quand Jacques Baumel est nommé membre du gouvernement, du 23 juillet 1969 au 1er avril 1973.

### Élections de 1973
| Candidat       | Candidat                     | Parti          | Premier tour | Premier tour | Second tour | Second tour |  |
| Candidat       | Candidat                     | Parti          | Voix         | %            | Voix        | %           |  |
| -------------- | ---------------------------- | -------------- | ------------ | ------------ | ----------- | ----------- |  |
|                | Jacques Baumel sortant réélu | UDR (URP)      | 19 632       | 40,6         | 26 111      | 55,13       |  |
|                | Jacques Fournier             | PS (UGSD)      | 9 008        | 18,63        | 21 238      | 44,84       |  |
|                | Michel Duffour               | PCF            | 8 938        | 18,48        | Retrait     | Retrait     |  |
|                | Henri Magnin                 | CD (MR)        | 7 516        | 15,54        | 17          | 0,04        |  |
|                | François Brigneau            | FN             | 1 426        | 2,95         |             |             |  |
|                | Michel Combret               | LCR            | 1 007        | 2,08         |             |             |  |
|                | Charles Martin               | Divers droite  | 831          | 1,72         |             |             |  |
|                |                              |                |              |              |             |             |  |
| Inscrits       | Inscrits                     | Inscrits       | 58 858       | 100,00       | 58 858      | 100,00      |  |
| Abstentions    | Abstentions                  | Abstentions    | 9 833        | 16,71        | 9 953       | 16,91       |  |
| Votants        | Votants                      | Votants        | 49 025       | 83,29        | 48 905      | 83,09       |  |
| Blancs et nuls | Blancs et nuls               | Blancs et nuls | 667          | 1,36         | 1 539       | 3,15        |  |
| Exprimés       | Exprimés                     | Exprimés       | 48 358       | 98,64        | 47 366      | 96,85       |  |

Le suppléant de Jacques Baumel était Jean Toutain.

### Élections de 1978
| Candidat         | Candidat                     | Parti          | Premier tour | Premier tour | Second tour | Second tour |  |
| Candidat         | Candidat                     | Parti          | Voix         | %            | Voix        | %           |  |
| ---------------- | ---------------------------- | -------------- | ------------ | ------------ | ----------- | ----------- |  |
|                  | Jacques Baumel sortant réélu | RPR            | 23 429       | 41,03        | 33 934      | 59,69       |  |
|                  | Jacques Fournier             | PS             | 10 823       | 18,95        | 22 919      | 40,31       |  |
|                  | Michel Duffour               | PCF            | 8 648        | 15,14        |             |             |  |
|                  | Michel Durey                 | UDF            | 7 669        | 13,43        |             |             |  |
|                  | Denis Plain                  | Écologie 78    | 3 479        | 6,09         |             |             |  |
|                  | Nicole Maréchal              | FN             | 767          | 1,34         |             |             |  |
|                  | Félix Mouton                 | MRG            | 705          | 1,23         |             |             |  |
|                  | Didier Mathieu               | PSU (FA)       | 702          | 1,23         |             |             |  |
|                  | Roland Hautin                | LO             | 411          | 0,72         |             |             |  |
|                  | Alain Golea                  | LCR            | 296          | 0,52         |             |             |  |
|                  | Bruno Staub                  | FRP            | 180          | 0,32         |             |             |  |
|                  |                              |                |              |              |             |             |  |
| Inscrits         | Inscrits                     | Inscrits       | 70 249       | 100,00       | 70 250      | 100,00      |  |
| Abstentions      | Abstentions                  | Abstentions    | 12 629       | 17,98        | 12 056      | 17,16       |  |
| Votants          | Votants                      | Votants        | 57 620       | 82,02        | 58 194      | 82,84       |  |
| Blancs et nuls   | Blancs et nuls               | Blancs et nuls | 511          | 0,89         | 1 341       | 2,3         |  |
| Exprimés         | Exprimés                     | Exprimés       | 57 109       | 99,11        | 56 853      | 97,7        |  |
| Source : CEVIPOF |                              |                |              |              |             |             |  |

Le suppléant de Jacques Baumel était Patrick Ollier.

### Élections de 1981
|                  | Jacques Baumel sortant réélu | RPR (UNM)      | 28 052 | 56,56  |  |  |  |
|                  | Gérard Tolla                 | PS             | 15 161 | 30,57  |  |  |  |
|                  | Michel Duffour               | PCF            | 4 589  | 9,25   |  |  |  |
|                  | Pierre Richard               | PSU            | 781    | 1,57   |  |  |  |
|                  | Nicole Maréchal              | FN             | 684    | 1,38   |  |  |  |
|                  | Michel Lautrou               | LO             | 329    | 0,66   |  |  |  |
|                  |                              |                |        |        |  |  |  |
| Inscrits         | Inscrits                     | Inscrits       | 68 776 | 100,00 |  |  |  |
| Abstentions      | Abstentions                  | Abstentions    | 18 634 | 27,09  |  |  |  |
| Votants          | Votants                      | Votants        | 50 142 | 72,91  |  |  |  |
| Blancs et nuls   | Blancs et nuls               | Blancs et nuls | 546    | 1,09   |  |  |  |
| Exprimés         | Exprimés                     | Exprimés       | 49 596 | 98,91  |  |  |  |
| Source : CEVIPOF |                              |                |        |        |  |  |  |

Le suppléant de Jacques Baumel était Patrick Ollier.

### Élections de 1988
| Candidat       | Candidat                   | Parti             | Premier tour | Premier tour | Second tour | Second tour |  |
| Candidat       | Candidat                   | Parti             | Voix         | %            | Voix        | %           |  |
| -------------- | -------------------------- | ----------------- | ------------ | ------------ | ----------- | ----------- |  |
|                | Claude Labbé sortant réélu | RPR (URC)         | 20 655       | 47,73        | 25 783      | 57,54       |  |
|                | Régine Saint-Criq          | PS                | 13 244       | 30,6         | 19 024      | 42,46       |  |
|                | Sophie Brissaud            | FN                | 4 090        | 9,45         |             |             |  |
|                | Eddy-Laurent Amsallem      | Divers écologiste | 2 741        | 6,33         |             |             |  |
|                | Roger Vuillemenot          | PCF               | 2 401        | 5,55         |             |             |  |
|                | Jacqueline Guérin          | POE               | 148          | 0,34         |             |             |  |
|                |                            |                   |              |              |             |             |  |
| Inscrits       | Inscrits                   | Inscrits          | 66 370       | 100,00       | 66 366      | 100,00      |  |
| Abstentions    | Abstentions                | Abstentions       | 22 563       | 34           | 20 429      | 30,78       |  |
| Votants        | Votants                    | Votants           | 43 807       | 66           | 45 937      | 69,22       |  |
| Blancs et nuls | Blancs et nuls             | Blancs et nuls    | 528          | 1,21         | 1 130       | 2,46        |  |
| Exprimés       | Exprimés                   | Exprimés          | 43 279       | 98,79        | 44 807      | 97,54       |  |

Le suppléant de Claude Labbé était Jean-Jacques Guillet, conseiller régional, Premier adjoint au maire de Sèvres.

### Élections de 1993
| Candidat       | Candidat                 | Parti                      | Premier tour | Premier tour | Second tour | Second tour |  |
| Candidat       | Candidat                 | Parti                      | Voix         | %            | Voix        | %           |  |
| -------------- | ------------------------ | -------------------------- | ------------ | ------------ | ----------- | ----------- |  |
|                | Jean-Jacques Guillet élu | RPR                        | 13 867       | 31,18        | 21 260      | 100,00      |  |
|                | Henry Wolf               | UDF (PSD)                  | 9 308        | 20,93        | Retrait     | Retrait     |  |
|                | Caroline Roy             | MRG (ADFP)                 | 7 006        | 15,75        |             |             |  |
|                | Sophie Brissaud          | FN                         | 4 564        | 10,26        |             |             |  |
|                | Guy Konopnicki           | GÉ (EÉ)                    | 4 341        | 9,76         |             |             |  |
|                | Bernard Jasserand        | PCF                        | 2 532        | 5,69         |             |             |  |
|                | Maurice Grégoire         | LT-LNÉ                     | 554          | 1,25         |             |             |  |
|                | André Suchier            | Divers écologiste          | 485          | 1,09         |             |             |  |
|                | Harry Marguerites        | Divers gauche (Maj. prés.) | 476          | 1,07         |             |             |  |
|                | Pierre Godicheau         | CNIP                       | 397          | 0,89         |             |             |  |
|                | Alain Fiévet             | MDC                        | 388          | 0,87         |             |             |  |
|                | Eddy Laurent-Amsallem    | Divers                     | 356          | 0,8          |             |             |  |
|                | Patrick Nicolas          | PLN                        | 201          | 0,45         |             |             |  |
|                |                          |                            |              |              |             |             |  |
| Inscrits       | Inscrits                 | Inscrits                   | 64 727       | 100,00       | 64 726      | 100,00      |  |
| Abstentions    | Abstentions              | Abstentions                | 18 827       | 29,09        | 32 133      | 49,64       |  |
| Votants        | Votants                  | Votants                    | 45 900       | 70,91        | 32 593      | 50,36       |  |
| Blancs et nuls | Blancs et nuls           | Blancs et nuls             | 1 425        | 3,1          | 11 333      | 34,77       |  |
| Exprimés       | Exprimés                 | Exprimés                   | 44 475       | 96,9         | 21 260      | 65,23       |  |

Le suppléant de Jean-Jacques Guillet était le Docteur Philippe Planque, maire adjoint de Meudon

### Élections de 1997
| Candidat       | Candidat                           | Parti          | Premier tour | Premier tour | Second tour | Second tour |  |
| Candidat       | Candidat                           | Parti          | Voix         | %            | Voix        | %           |  |
| -------------- | ---------------------------------- | -------------- | ------------ | ------------ | ----------- | ----------- |  |
|                | Jean-Jacques Guillet sortant réélu | RPR            | 16 697       | 40,25        | 25 626      | 59,19       |  |
|                | Jean Levain                        | PRS (PS)       | 9 844        | 23,73        | 17 669      | 40,81       |  |
|                | Sophie Brissaud                    | FN             | 5 007        | 12,07        |             |             |  |
|                | Bernard Jasserand                  | PCF            | 3 058        | 7,37         |             |             |  |
|                | Anne-Paule Mulleris-Konopnicki     | Les Verts      | 2 442        | 5,86         |             |             |  |
|                | Silian Journé                      | LDI (CNIP)     | 1 796        | 4,33         |             |             |  |
|                | Caroline Ballot-Léna               | GÉ             | 1 340        | 3,23         |             |             |  |
|                | Léon-Christophe Etile              | US4J           | 687          | 1,66         |             |             |  |
|                | Eddy Amsallem                      | Divers         | 600          | 1,45         |             |             |  |
|                | Isabelle Markovitch                | Divers droite  | 22           | 0,05         |             |             |  |
|                | Daniela d'Aria                     | Divers         | 0            | 0            |             |             |  |
|                |                                    |                |              |              |             |             |  |
| Inscrits       | Inscrits                           | Inscrits       | 63 935       | 100,00       | 63 930      | 100,00      |  |
| Abstentions    | Abstentions                        | Abstentions    | 20 912       | 32,71        | 18 590      | 29,08       |  |
| Votants        | Votants                            | Votants        | 43 023       | 67,29        | 45 340      | 70,92       |  |
| Blancs et nuls | Blancs et nuls                     | Blancs et nuls | 1 540        | 3,58         | 2 045       | 4,51        |  |
| Exprimés       | Exprimés                           | Exprimés       | 41 483       | 96,42        | 43 295      | 95,49       |  |

Le suppléant de Jean-Jacques Guillet était Pierre-Louis Doucet, maire de Vaucresson, administrateur de sociétés.

### Élections de 2002
| Candidat       | Candidat                           | Parti            | Premier tour | Premier tour | Second tour | Second tour |  |
| Candidat       | Candidat                           | Parti            | Voix         | %            | Voix        | %           |  |
| -------------- | ---------------------------------- | ---------------- | ------------ | ------------ | ----------- | ----------- |  |
|                | Jean-Jacques Guillet sortant réélu | UMP              | 13 554       | 30,61        | 22 654      | 59,29       |  |
|                | Hervé Marseille                    | UDF              | 10 934       | 24,69        | Retrait     | Retrait     |  |
|                | Jean Levain                        | PRG (PS)         | 10 373       | 23,43        | 15 555      | 40,71       |  |
|                | Marie-Claire de Montalivet         | FN               | 2 813        | 6,35         |             |             |  |
|                | Claudine Cormerais                 | Les Verts        | 1 532        | 3,46         |             |             |  |
|                | Catherine Bitker                   | Divers           | 969          | 2,19         |             |             |  |
|                | Bernard Jasserand                  | PCF              | 841          | 1,9          |             |             |  |
|                | François Crétollier                | Sans étiquette   | 789          | 1,78         |             |             |  |
|                | Marie-Claire Reghay                | Pôle républicain | 431          | 0,97         |             |             |  |
|                | Rachid Zidani                      | Divers           | 426          | 0,96         |             |             |  |
|                | Pauline Tallès                     | LT-LNÉ           | 397          | 0,9          |             |             |  |
|                | Magalie Debisschop                 | LCR              | 376          | 0,85         |             |             |  |
|                | Louis Castay                       | MNR              | 264          | 0,6          |             |             |  |
|                | Francis Lucet                      | LO               | 215          | 0,49         |             |             |  |
|                | Dominique Vilain                   | GÉ               | 206          | 0,47         |             |             |  |
|                | Sophie Suchard                     | PT               | 121          | 0,27         |             |             |  |
|                | Maryse Riccio                      | Divers           | 40           | 0,09         |             |             |  |
|                |                                    |                  |              |              |             |             |  |
| Inscrits       | Inscrits                           | Inscrits         | 64 376       | 100,00       | 64 376      | 100,00      |  |
| Abstentions    | Abstentions                        | Abstentions      | 19 708       | 30,61        | 24 432      | 37,95       |  |
| Votants        | Votants                            | Votants          | 44 668       | 69,39        | 39 944      | 62,05       |  |
| Blancs et nuls | Blancs et nuls                     | Blancs et nuls   | 387          | 0,87         | 1 735       | 4,34        |  |
| Exprimés       | Exprimés                           | Exprimés         | 44 281       | 99,13        | 38 209      | 95,66       |  |

Le suppléant de Jean-Jacques Guillet était Thierry Siouffi, maire adjoint de Ville-d'Avray.

### Élections de 2007
|                | Jean-Jacques Guillet sortant réélu | UMP            | 21 168 | 50,09  |  |  |  |
|                | Caroline Roy                       | PRG (PS)       | 8 928  | 21,13  |  |  |  |
|                | Bernard Lehideux                   | UDF–MoDem      | 6 080  | 14,39  |  |  |  |
|                | Luc Blanchard                      | Les Verts      | 1 685  | 3,9    |  |  |  |
|                | Annie Dequéant                     | FN             | 1 162  | 2,75   |  |  |  |
|                | Nicolas Gonnet                     | PCF            | 736    | 1,74   |  |  |  |
|                | Marie-France Cyroulnik             | LCR            | 620    | 1,47   |  |  |  |
|                | Delphine Filloux                   | Divers gauche  | 601    | 1,42   |  |  |  |
|                | Danielle Raffali                   | MÉI            | 421    | 1      |  |  |  |
|                | Christine Bezault                  | Divers         | 245    | 0,58   |  |  |  |
|                | Pauline Legrand                    | MNR            | 243    | 0,57   |  |  |  |
|                | Francis Lucet                      | PT             | 215    | 0,51   |  |  |  |
|                | Sophie Suchard                     | MNR            | 110    | 0,26   |  |  |  |
|                | Renaud Bouchard                    | Divers         | 26     | 0,06   |  |  |  |
|                | Annick Russo                       | Divers         | 21     | 0,05   |  |  |  |
|                |                                    |                |        |        |  |  |  |
| Inscrits       | Inscrits                           | Inscrits       | 67 440 | 100,00 |  |  |  |
| Abstentions    | Abstentions                        | Abstentions    | 24 595 | 36,47  |  |  |  |
| Votants        | Votants                            | Votants        | 42 845 | 63,53  |  |  |  |
| Blancs et nuls | Blancs et nuls                     | Blancs et nuls | 584    | 1,36   |  |  |  |
| Exprimés       | Exprimés                           | Exprimés       | 42 261 | 98,64  |  |  |  |

### Élections de 2012
| Candidat       | Candidat                           | Parti          | Premier tour | Premier tour | Second tour | Second tour |  |
| Candidat       | Candidat                           | Parti          | Voix         | %            | Voix        | %           |  |
| -------------- | ---------------------------------- | -------------- | ------------ | ------------ | ----------- | ----------- |  |
|                | Jean-Jacques Guillet sortant réélu | UMP            | 15 466       | 37,58        | 21 451      | 54,21       |  |
|                | Catherine Lime-Biffe               | PS             | 13 440       | 32,65        | 18 118      | 45,79       |  |
|                | Romain Chetaille                   | Divers droite  | 2 754        | 6,69         |             |             |  |
|                | Anne Le Baut                       | FN             | 2 740        | 6,66         |             |             |  |
|                | Catherine Candelier                | EÉLV           | 1 770        | 4,30         |             |             |  |
|                | Nadia Mordelet-Carrière            | MoDem          | 1 572        | 3,82         |             |             |  |
|                | Dominique Rabany                   | FG             | 1 432        | 3,48         |             |             |  |
|                | Michel Becq                        | DLR            | 333          | 0,81         |             |             |  |
|                | Stéphane Castéra                   | Pirate         | 312          | 0,76         |             |             |  |
|                | Emmanuel Sala                      | PLD            | 258          | 0,63         |             |             |  |
|                | Naïma Moghir                       | AÉI            | 241          | 0,59         |             |             |  |
|                | Nicolas Tardieu                    | Cap21          | 220          | 0,53         |             |             |  |
|                | Louise Bénière                     | CNIP           | 173          | 0,42         |             |             |  |
|                | Miguel Segui                       | NPA            | 115          | 0,28         |             |             |  |
|                | Philippe Hénique                   | LO             | 87           | 0,21         |             |             |  |
|                | Christophe Paillard                | ARLP           | 76           | 0,18         |             |             |  |
|                | Lydia Viera                        | PFE            | 71           | 0,17         |             |             |  |
|                | Jean Grillard                      | S&P            | 68           | 0,17         |             |             |  |
|                | Renaud Bouchard                    | Divers droite  | 32           | 0,08         |             |             |  |
|                |                                    |                |              |              |             |             |  |
| Inscrits       | Inscrits                           | Inscrits       | 67 018       | 100,00       | 67 019      | 100,00      |  |
| Abstentions    | Abstentions                        | Abstentions    | 25 443       | 37,96        | 26 389      | 39,38       |  |
| Votants        | Votants                            | Votants        | 41 575       | 62,04        | 40 630      | 60,62       |  |
| Blancs et nuls | Blancs et nuls                     | Blancs et nuls | 415          | 1            | 1 061       | 2,61        |  |
| Exprimés       | Exprimés                           | Exprimés       | 41 160       | 99           | 39 569      | 97,39       |  |

### Élections de 2017
Les élections législatives françaises de 2017 ont eu lieu les dimanches 11 et 18 juin 2017.
|                                                                                 |                                                                             |                           |                           |                          |                          |
|                                                                                 |                                                                             | Premier tour 11 juin 2017 | Premier tour 11 juin 2017 | Second tour 18 juin 2017 | Second tour 18 juin 2017 |
|                                                                                 |                                                                             |                           |                           |                          |                          |
|                                                                                 |                                                                             | Nombre                    | % des inscrits            | Nombre                   | % des inscrits           |
| Inscrits                                                                        | Inscrits                                                                    | 68 749                    | 100,00                    | 68 751                   | 100,00                   |
| Abstentions                                                                     | Abstentions                                                                 | 28 569                    | 41,56                     | 34 868                   | 50,72                    |
| Votants                                                                         | Votants                                                                     | 40 180                    | 58,44                     | 33 883                   | 49,28                    |
|                                                                                 |                                                                             |                           | % des votants             |                          | % des votants            |
| Bulletins blancs                                                                | Bulletins blancs                                                            | 441                       | 1,10                      | 2 233                    | 6,59                     |
| Bulletins nuls                                                                  | Bulletins nuls                                                              | 65                        | 0,16                      | 309                      | 0,91                     |
| Suffrages exprimés                                                              | Suffrages exprimés                                                          | 39 674                    | 98,74                     | 31 341                   | 92,50                    |
|                                                                                 |                                                                             |                           |                           |                          |                          |
| Candidat Étiquette politique (partis et alliances)                              | Candidat Étiquette politique (partis et alliances)                          | Voix                      | % des exprimés            | Voix                     | % des exprimés           |
|                                                                                 |                                                                             |                           |                           |                          |                          |
|                                                                                 | Jacques Maire La République en marche !                                     | 19 055                    | 48,03                     | 19 126                   | 61,03                    |
|                                                                                 | Gilles Boyer Les Républicains (Union des démocrates et indépendants)        | 9 066                     | 22,85                     | 12 215                   | 38,97                    |
|                                                                                 | Nelly Pasquelin La France insoumise (Ensemble !, Parti communiste français) | 3 156                     | 7,95                      |                          |                          |
|                                                                                 | Renaud Dubois Europe Écologie Les Verts                                     | 2 010                     | 5,07                      |                          |                          |
|                                                                                 | Marc Thomas Front national                                                  | 1 818                     | 4,58                      |                          |                          |
|                                                                                 | Françoise Roure Parti radical de gauche (Parti socialiste)                  | 1 300                     | 3,28                      |                          |                          |
|                                                                                 | Stéphane de Saint-Albin Divers droite (577-Les Indépendants)                | 787                       | 1,98                      |                          |                          |
|                                                                                 | Robin Eppling Divers (Allons enfants !)                                     | 678                       | 1,71                      |                          |                          |
|                                                                                 | Romain Chetaille Divers droite                                              | 641                       | 1,62                      |                          |                          |
|                                                                                 | Alexandre Machillot Divers (Union populaire républicaine)                   | 356                       | 0,90                      |                          |                          |
|                                                                                 | Sandra Merouchi Divers                                                      | 273                       | 0,69                      |                          |                          |
|                                                                                 | Philippe Hénique Lutte ouvrière                                             | 230                       | 0,58                      |                          |                          |
|                                                                                 | Frédéric Schneider Divers (Parti pirate)                                    | 170                       | 0,43                      |                          |                          |
|                                                                                 | Christophe Paillard Divers droite (Alliance royale)                         | 134                       | 0,34                      |                          |                          |
| Source : Ministère de l'Intérieur - Huitième circonscription des Hauts-de-Seine |                                                                             |                           |                           |                          |                          |

### Élections de 2022
Les élections législatives françaises de 2022 ont lieu les dimanches 12 et 19 juin 2022.
|                                                    |                                                                                         |                           |                           |                          |                          |
|                                                    |                                                                                         | Premier tour 12 juin 2022 | Premier tour 12 juin 2022 | Second tour 19 juin 2022 | Second tour 19 juin 2022 |
|                                                    |                                                                                         |                           |                           |                          |                          |
|                                                    |                                                                                         | Nombre                    | % des inscrits            | Nombre                   | % des inscrits           |
| Inscrits                                           | Inscrits                                                                                | 68 035                    | 100                       | 68 055                   | 100                      |
| Abstentions                                        | Abstentions                                                                             | 28 577                    | 42,00                     | 30 032                   | 44,13                    |
| Votants                                            | Votants                                                                                 | 39 458                    | 58,00                     | 38 023                   | 55,87                    |
|                                                    |                                                                                         |                           | % des votants             |                          | % des votants            |
| Bulletins blancs                                   | Bulletins blancs                                                                        | 627                       | 1,59                      | 2061                     | 5,42                     |
| Bulletins nuls                                     | Bulletins nuls                                                                          | 82                        | 0,21                      | 327                      | 0,86                     |
| Suffrages exprimés                                 | Suffrages exprimés                                                                      | 38 749                    | 98,20                     | 35 635                   | 93,72                    |
|                                                    |                                                                                         |                           |                           |                          |                          |
| Candidat Étiquette politique (partis et alliances) | Candidat Étiquette politique (partis et alliances)                                      | Voix                      | % des exprimés            | Voix                     | % des exprimés           |
|                                                    |                                                                                         |                           |                           |                          |                          |
|                                                    | Prisca Thevenot Ensemble Renaissance                                                    | 15 547                    | 40,12                     | 23 431                   | 65,75                    |
|                                                    | Annie Larroque Comoy Nouvelle Union populaire écologique et sociale La France insoumise | 9 398                     | 24,25                     | 12 204                   | 34,25                    |
|                                                    | Cécile Richez Les Républicains                                                          | 6 073                     | 15,67                     |                          |                          |
|                                                    | Chantal Taranne Reconquête                                                              | 2 233                     | 5,76                      |                          |                          |
|                                                    | Sarena Habib Rassemblement national                                                     | 2 082                     | 5,37                      |                          |                          |
|                                                    | Miron Cusa Mouvement hommes animaux nature                                              | 1 848                     | 4,77                      |                          |                          |
|                                                    | Laurence Labbé Parti animaliste                                                         | 662                       | 1,71                      |                          |                          |
|                                                    | Olivier Pittoni Les Patriotes                                                           | 502                       | 1,30                      |                          |                          |
|                                                    | Philippe Hénique Lutte ouvrière                                                         | 295                       | 0,76                      |                          |                          |
|                                                    | Frédéric Schneider Parti Pirate                                                         | 109                       | 0,28                      |                          |                          |

### Élections de 2024
|                                                    |                                                                  |                           |                           |                            |                            |
|                                                    |                                                                  | Premier tour 30 juin 2024 | Premier tour 30 juin 2024 | Second tour 7 juillet 2024 | Second tour 7 juillet 2024 |
|                                                    |                                                                  |                           |                           |                            |                            |
|                                                    |                                                                  | Nombre                    | % des inscrits            | Nombre                     | % des inscrits             |
| Inscrits                                           | Inscrits                                                         | 68 205                    | 100                       | 68 222                     | 100                        |
| Abstentions                                        | Abstentions                                                      | 16 608                    | 24,35                     | 20 695                     | 30,33                      |
| Votants                                            | Votants                                                          | 51 597                    | 75,68                     | 47 527                     | 69,67                      |
|                                                    |                                                                  |                           | % des votants             |                            | % des votants              |
| Bulletins blancs                                   | Bulletins blancs                                                 | 687                       | 1,33                      | 3 041                      | 6,40                       |
| Bulletins nuls                                     | Bulletins nuls                                                   | 117                       | 0,23                      | 517                        | 1,09                       |
| Suffrages exprimés                                 | Suffrages exprimés                                               | 50 793                    | 98,44                     | 43 969                     | 92,51                      |
|                                                    |                                                                  |                           |                           |                            |                            |
| Candidat Étiquette politique (partis et alliances) | Candidat Étiquette politique (partis et alliances)               | Voix                      | % des exprimés            | Voix                       | % des exprimés             |
|                                                    |                                                                  |                           |                           |                            |                            |
|                                                    | Prisca Thevenot Ensemble pour la République Renaissance          | 20 274                    | 39,91                     | 27 453                     | 62,44                      |
|                                                    | Salomé Nicolas-Chavance Nouveau Front populaire Parti socialiste | 15 392                    | 30,30                     | 16 516                     | 37,56                      |
|                                                    | Delphine Veissière Rassemblement national                        | 7 979                     | 15,71                     |                            |                            |
|                                                    | Cécile Richez Les Républicains                                   | 4969                      | 9,76                      |                            |                            |
|                                                    | Miron Cusa Les Universalistes                                    | 968                       | 1,91                      |                            |                            |
|                                                    | Adélaïde Motte Reconquête                                        | 626                       | 1,23                      |                            |                            |
|                                                    | Adam Brahimi-Semper                                              | 350                       | 0,69                      |                            |                            |
|                                                    | Philippe Hénique Lutte ouvrière                                  | 196                       | 0,39                      |                            |                            |
|                                                    | Jean-Baptiste Layly                                              | 49                        | 0,10                      |                            |                            |

## Pour approfondir